# 埃马努埃莱二世拱廊街

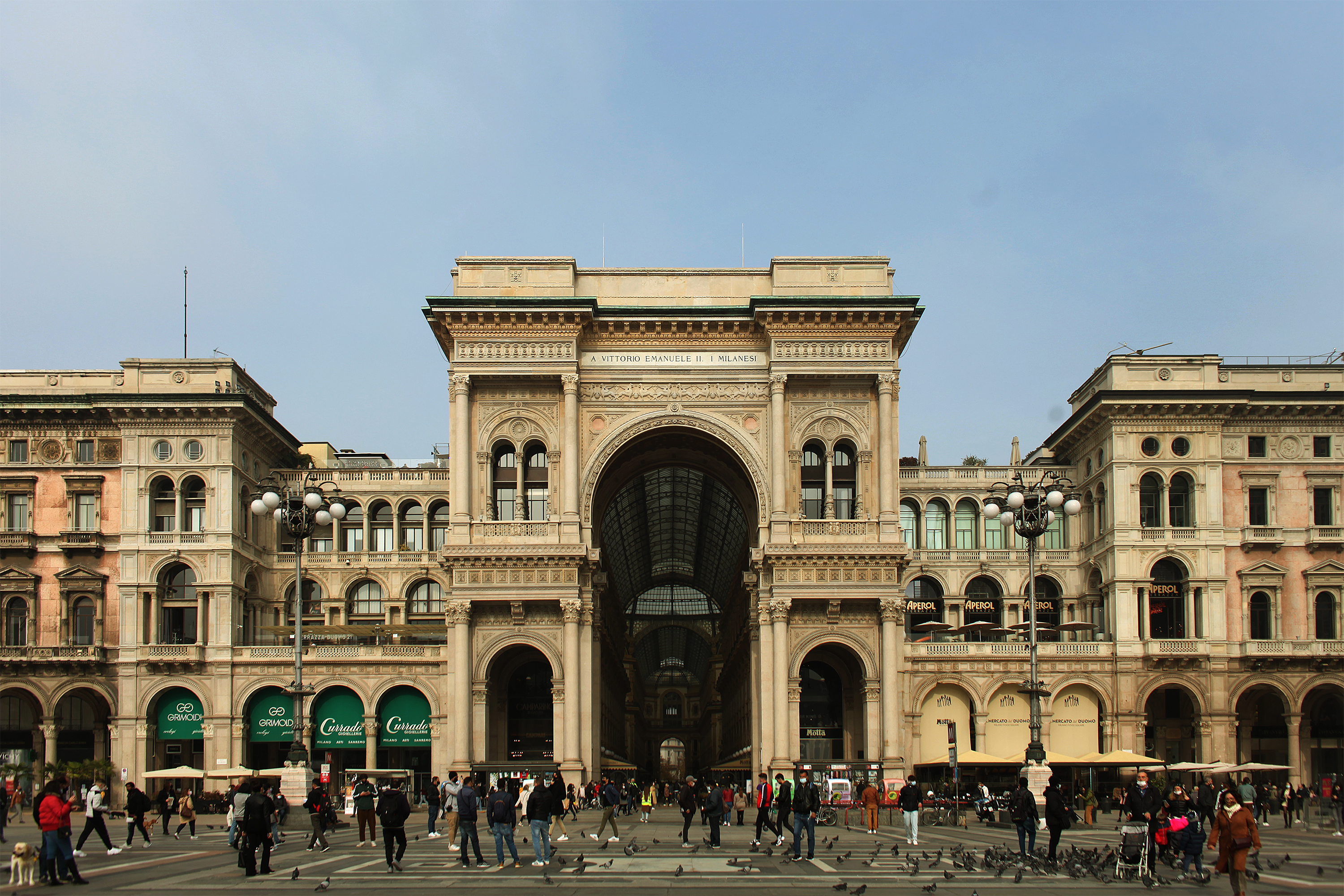
拱廊街外貌

埃马努埃莱二世拱廊街（Galleria Vittorio Emanuele II）是一个带顶棚的拱廊街，两条玻璃拱顶的走廊交汇于中部的八角形空间，顶部是一个玻璃圆顶。它座落在義大利米兰主教座堂广场北侧的显要位置，并连接斯卡拉广场。拱廊街得名于意大利统一后第一位国王維托里奧·埃馬努埃萊二世，最初设计于1861年，并由朱塞佩·门戈尼（Giuseppe Mengoni）修建于1865年到1877年之间。

## 建築設計
这个拱廊街顶部覆盖着拱形的玻璃和铸铁屋顶，这是19世纪流行的拱廊街设计。例如1819年开业的大型玻璃购物拱廊街的原型伦敦伯灵顿拱廊街就是这样的设计。这种拱廊街包括从1847年开幕的布鲁塞尔的圣休伯特拱廊街（Galeries Royales Saint-Hubert），和1848年开幕的圣彼得堡的帕萨兹拱廊街，到1890年开业的那不勒斯的翁贝托一世拱廊街。米兰的这座拱廊街比它的前辈规模更大，是现代密封玻璃购物中心的直接祖先。
这座拱廊街连接着米兰最著名的两大地标：主教座堂和斯卡拉歌剧院。
这座4层拱廊街已经使用130多年，售卖从高级时装到书籍的各种货品，以及餐馆，咖啡厅和酒吧。米兰超豪华的汤浩斯嘉乐利饭店紧邻拱廊街，提供该市最豪华的（也是最昂贵的）客房和设施。

## 商店、餐館和酒店
埃马努埃莱二世拱廊街内有许多奢侈品商店，例如普拉达和路易威登。

## 圖片

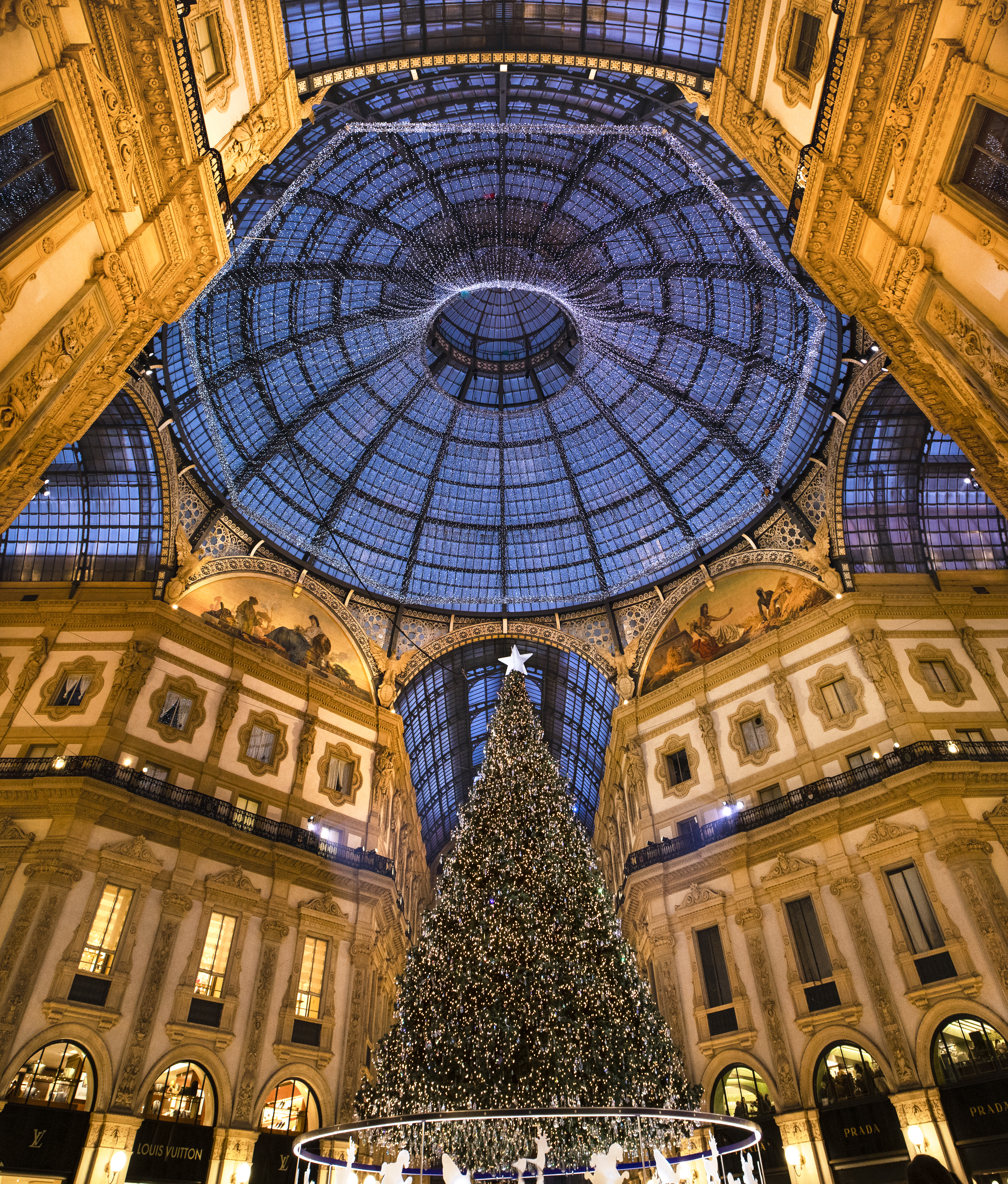
晚上的埃马努埃莱二世拱廊街
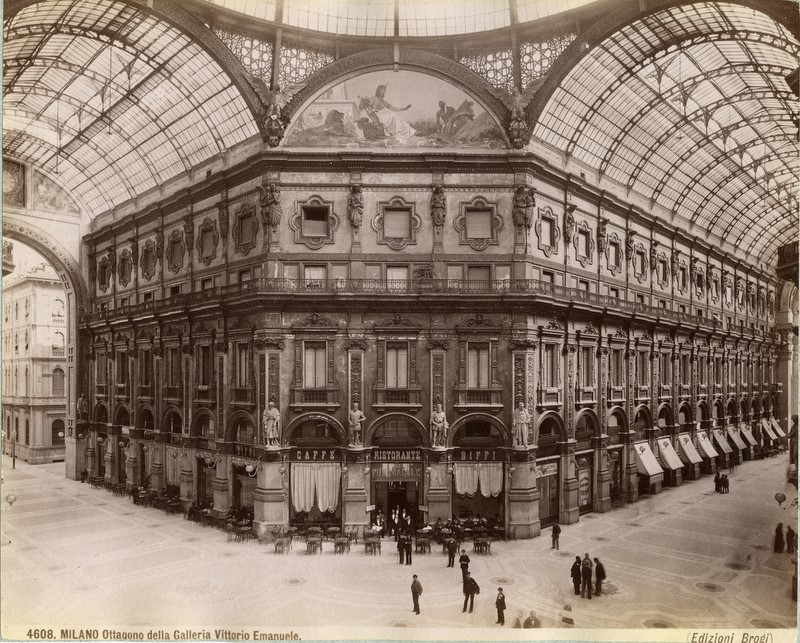
1880年的埃马努埃莱二世拱廊街
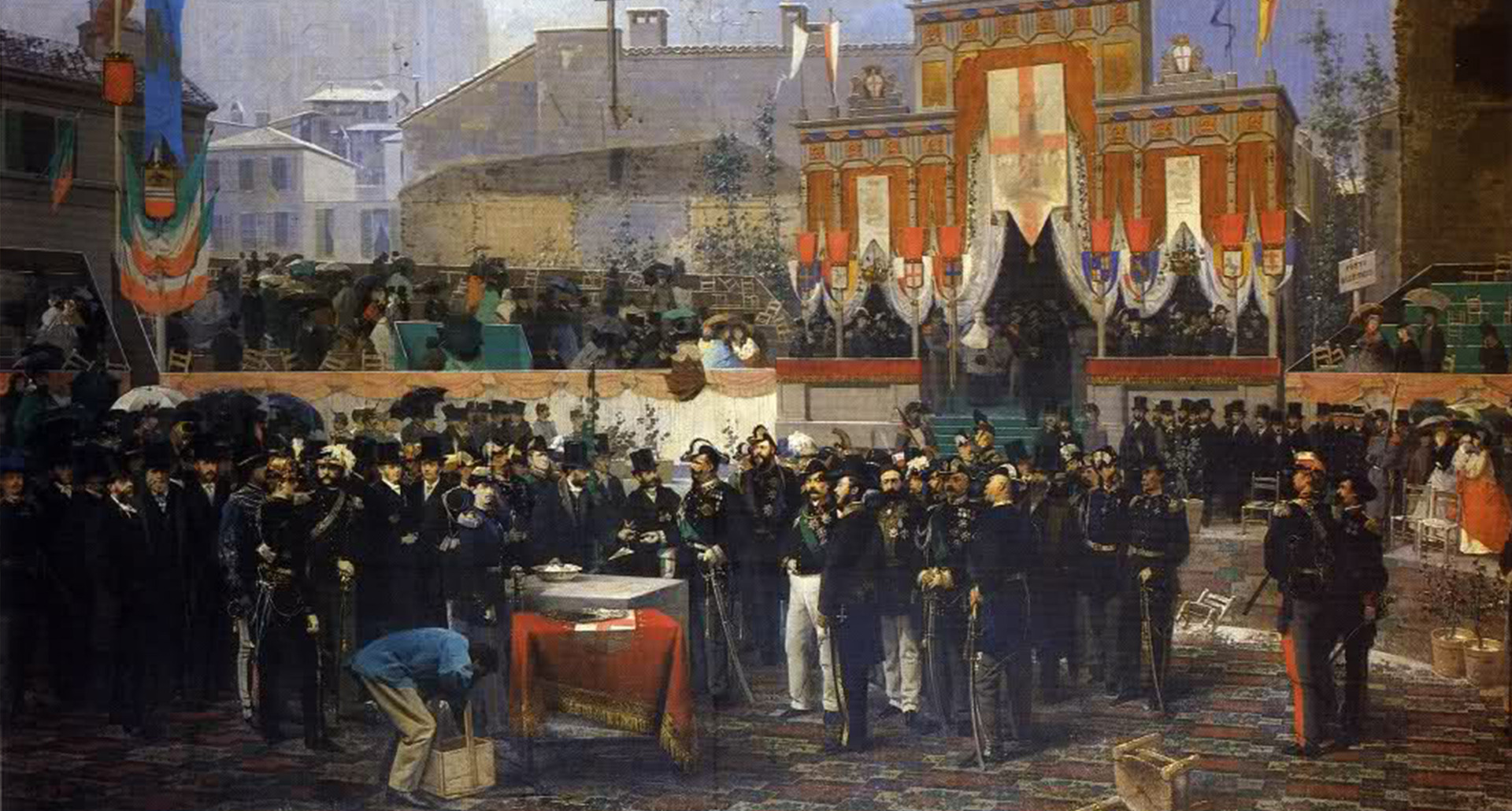
埃马努埃莱二世拱廊街的開工典禮
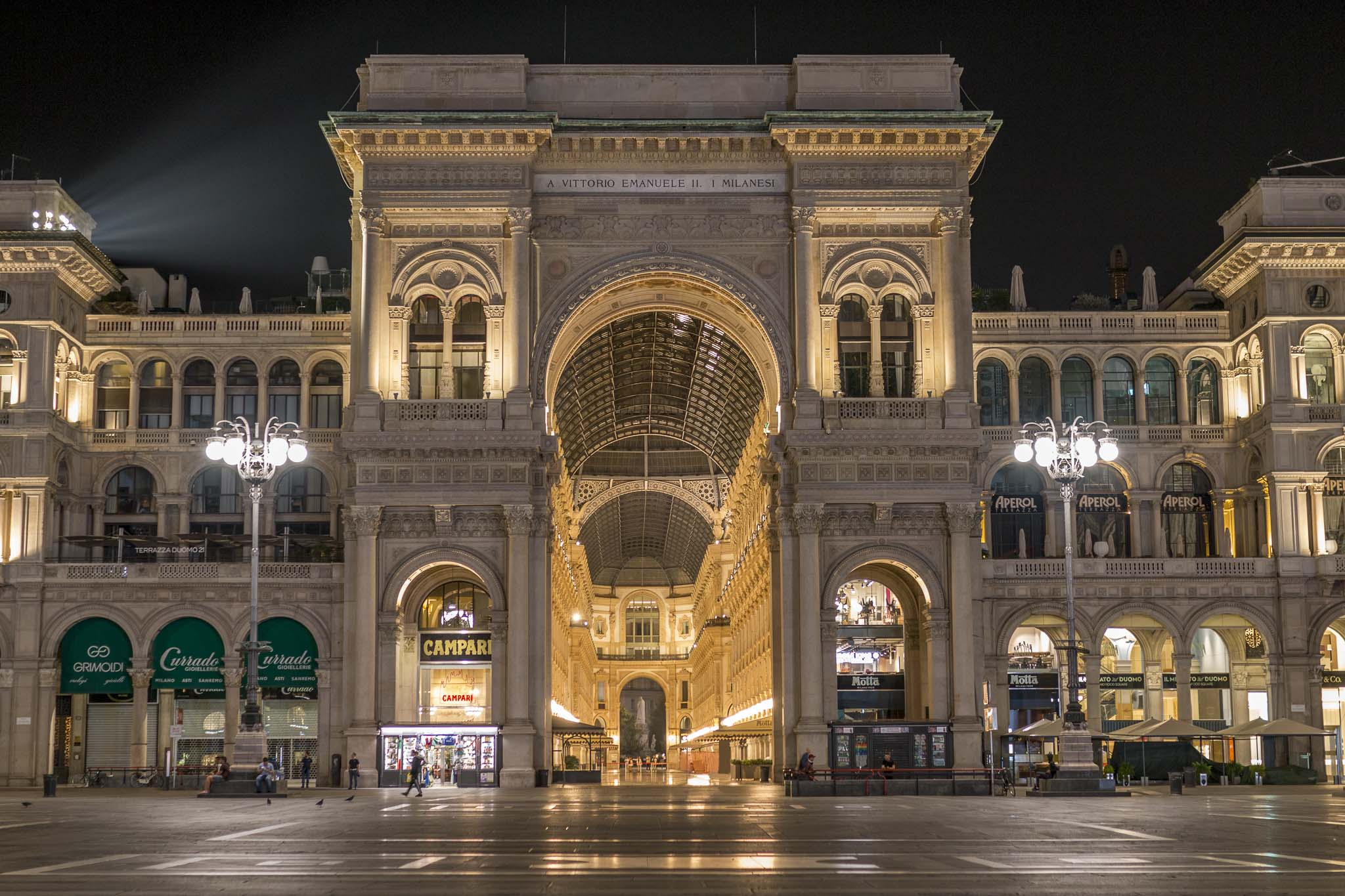
埃马努埃莱二世拱廊街在主教座堂广场上的入口
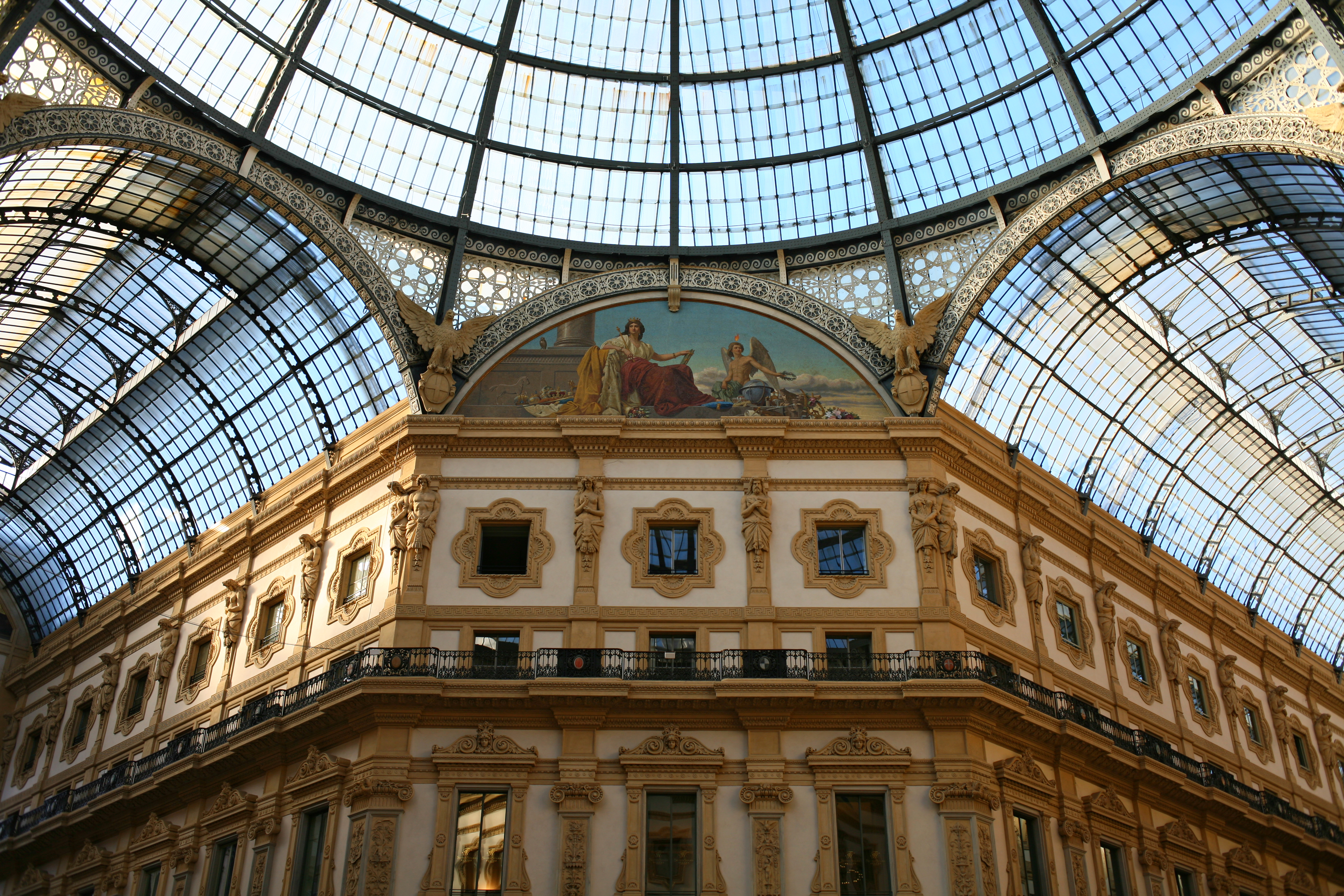
埃马努埃莱二世拱廊街的拱頂
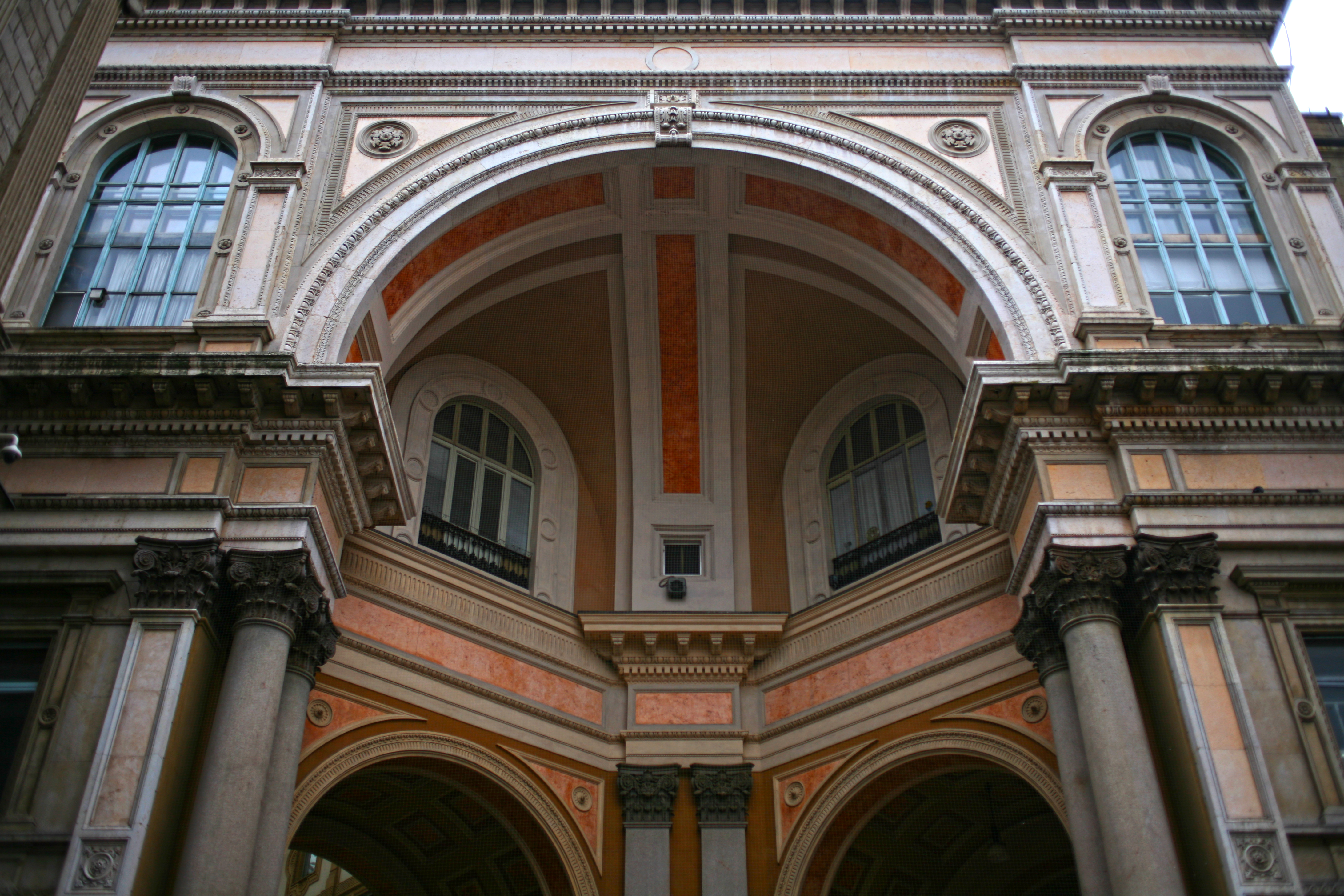
斯卡拉廣場畫廊出口處的細節
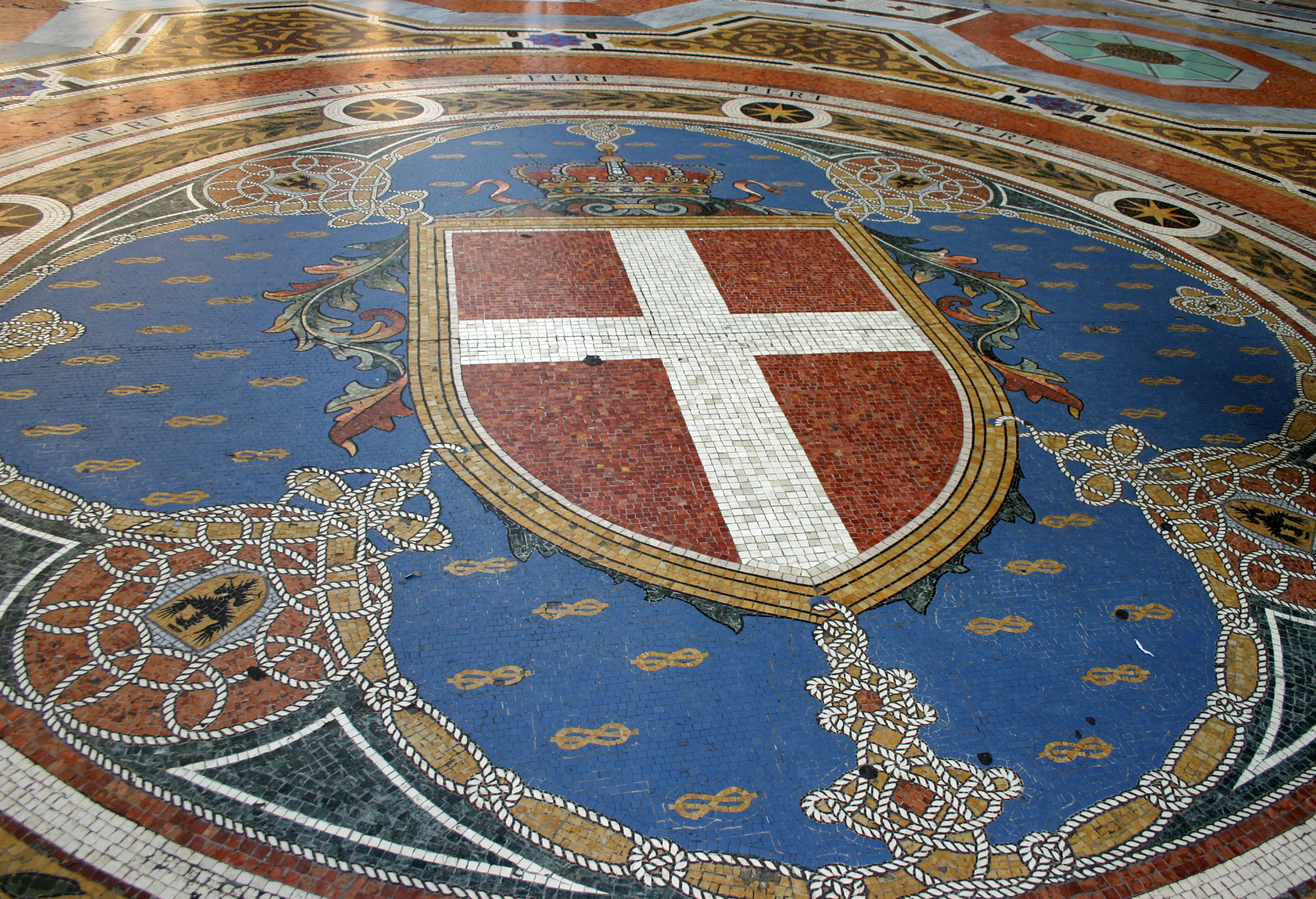
馬賽克

## 地址
埃馬努埃萊二世拱廊 Piazza del Duomo, 20123 Comune di Milano MI, 義大利